# Bishopstone (Sussex de l'Est)
Pour les articles homonymes, voir Bishopstone.
Bishopstone est un village du Sussex de l'Est, en Angleterre. Il est situé dans le sud du comté, à quelques kilomètres à l'ouest de la ville de Seaford. Administrativement, il est rattaché à la paroisse civile de Seaford, qui relève du district de Lewes.
La gare de Bishopstone (en), ouverte en 1938, est desservie par les trains de la Seaford branch line (en), une branche locale de la East Coastway line (en) qui longe le littoral du Sussex.

## Étymologie
Bishopstone est un toponyme d'origine vieil-anglaise désignant un domaine (tūn) appartenant à un évêque (biscop). Plusieurs villages portent ce nom en Angleterre. Celui du Sussex est attesté dans le Domesday Book, à la fin du XIe siècle, sous le nom de Biscopestone.